# Dieda scuticornis
Dieda scuticornis är en fjärilsart som beskrevs av Diakonoff 1955. Dieda scuticornis ingår i släktet Dieda och familjen Plutellidae. Inga underarter finns listade i Catalogue of Life.